# Lake Mohawk (Ohio)
Lake Mohawk é um lugar designado pelo censo localizado no condado de Carroll no estado estadounidense de Ohio. No Censo de 2010 tinha uma população de 1.652 habitantes e uma densidade populacional de 142,53 pessoas por km².

## Geografia
Lake Mohawk encontra-se localizado nas coordenadas 40° 39′ 40″ N, 81° 11′ 33″ O. Segundo a Departamento do Censo dos Estados Unidos, Lake Mohawk tem uma superfície total de 11.59 km², da qual 9.51 km² correspondem a terra firme e (17.99%) 2.08 km² é água.

## Demografia
Segundo o censo de 2010, tinha 1.652 habitantes residindo em Lake Mohawk. A densidade populacional era de 142,53 hab./km². Dos 1.652 habitantes, Lake Mohawk estava composto pelo 98.49% brancos, o 0.36% eram afroamericanos, o 0% eram amerindios, o 0% eram asiáticos, o 0% eram insulares do Pacífico, o 0.06% eram de outras raças e o 1.09% pertenciam a duas ou mais raças. Do total da população o 0.54% eram hispanos ou latinos de qualquer raça.